# Storstrømmengletsjer
De Storstrømmengletsjer is een gletsjer in Nationaal park Noordoost-Groenland in het oosten van Groenland. 
De gletsjer is vernoemd naar de enorme grootte die de gletsjer heeft, waarbij Storstrømmen grote stroom betekent.

## Geografie
De gletsjer is noordwest-zuidoost georiënteerd en heeft een lengte van meer dan 125 kilometer. Ze mondt in het zuidoosten uit in de Borgfjorden, een zijtak van de Dove Bugt.
Ten oosten van de gletsjer liggen het Daniel Bruunland, het Okselandet en ten zuidoosten van de gletsjertong het Lindhard Ø.

## Gletsjers
Aan de oostzijde takt de gletsjer af richting het noordoosten via de Kofoed-Hansengletsjer en richting het oosten via de Sælsøgletsjer. Vanuit het westen komen de Suzannegletsjer en de Britanniagletsjer die uitkomen op de L. Bistrupgletsjer.
Ten zuiden van de Storstrømmengletsjer monden de Borgjøkelengletsjer en de L. Bistrupgletsjer uit in hetzelfde fjord.
Ten westen van de gletsjer liggen verschillende kleinere gletsjers, waaronder de Hastingsgletsjer, de Sunderlandgletsjer, de Admiraltygletsjer en de Treforkgletsjer.